# St-Pierre (Chartres)

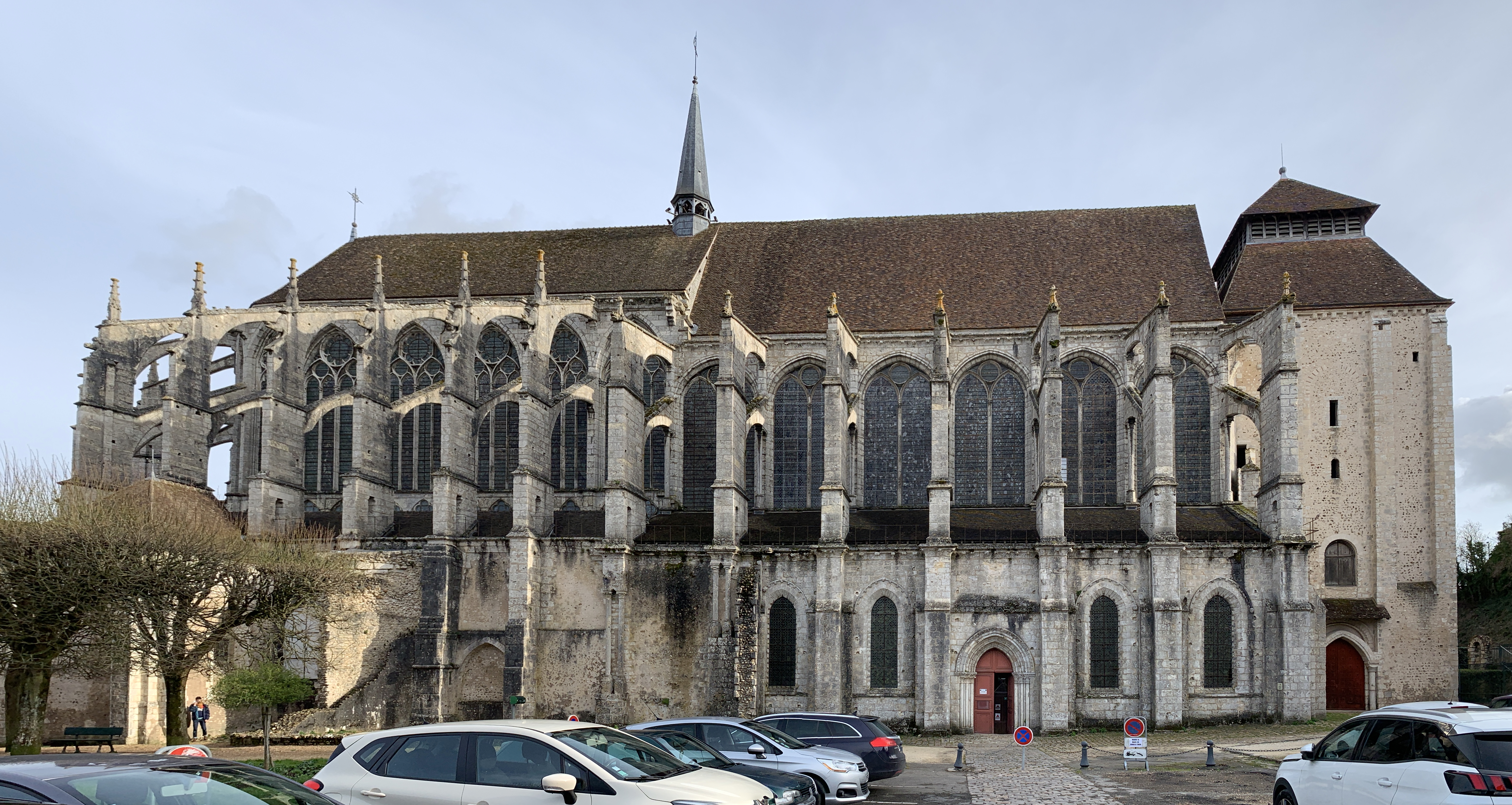
Église Saint Pierre in Chartres

Die römisch-katholische Kirche Saint-Pierre (französisch Saint-Pierre de Chartres) ist eine Kirche in Chartres (Département Eure-et-Loir), die seit 1840 unter Denkmalschutz steht. Vor der Revolution war sie die Kirche der Abtei Saint-Père-en-Vallée (Père bedeutet hier Petrus), deren Überreste bis auf das 7. Jahrhundert zurückgehen. Im Jahr 1803 wurde die Kirche zur Pfarrkirche.

## Geschichte

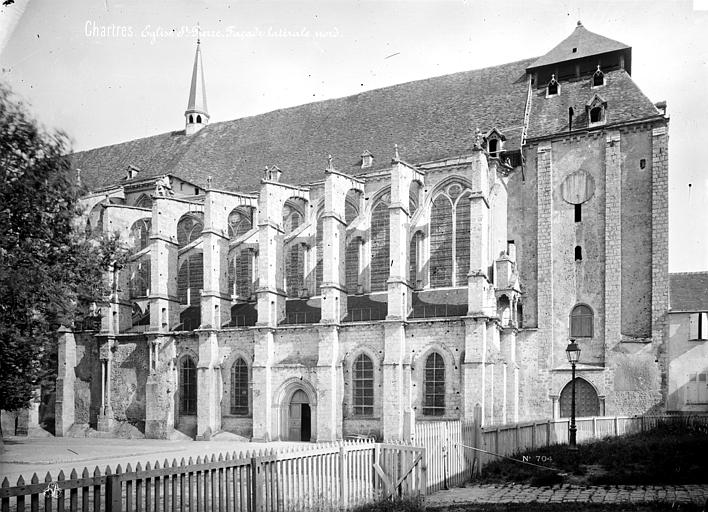
Nordfassade der Kirche Saint-Pierre mit ihrem auf ca. 930 datierten Turm, von Mieusement (1840–1905), ohne Datum

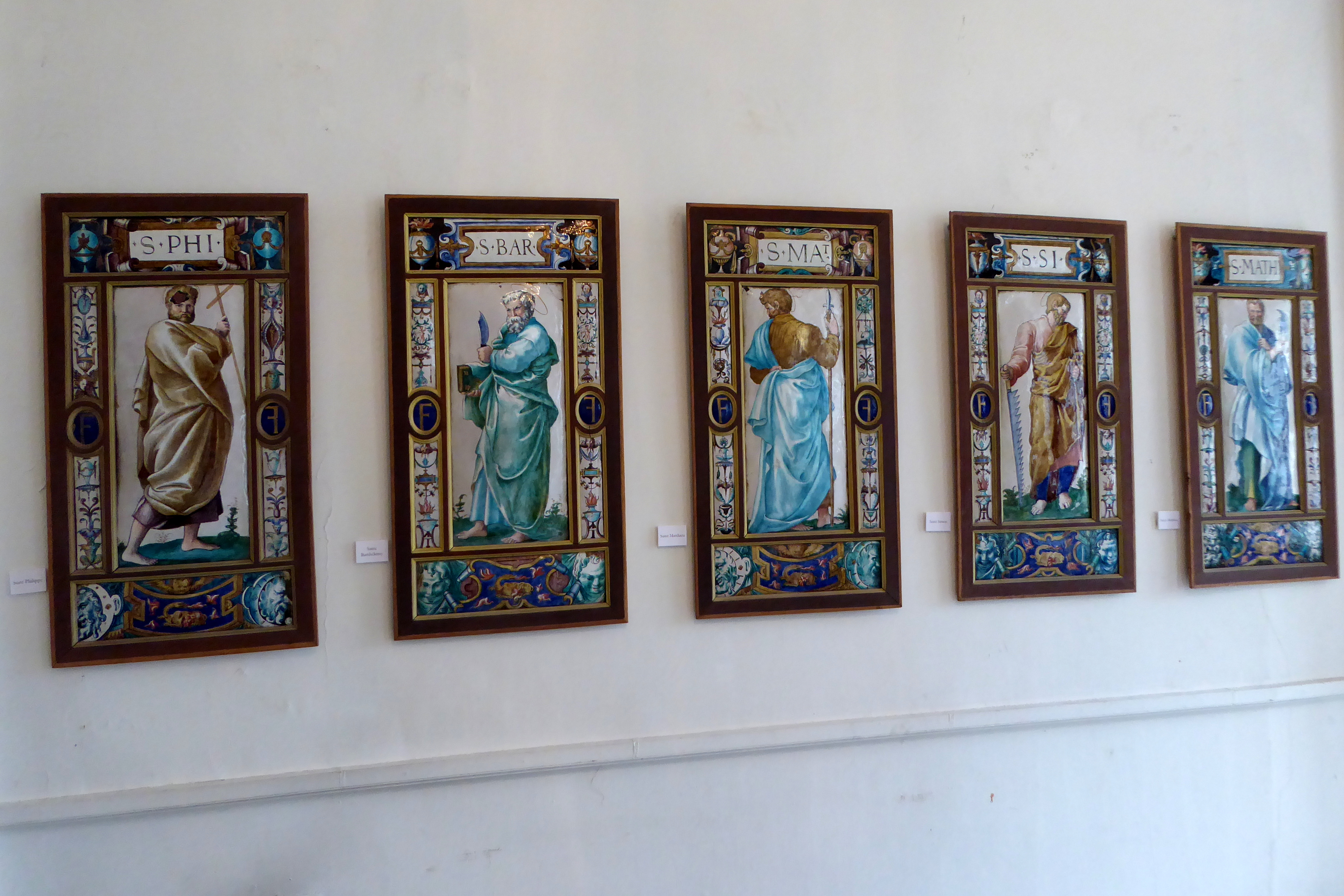
Fünf der 12 emaillierten Aposteltafeln (1547)

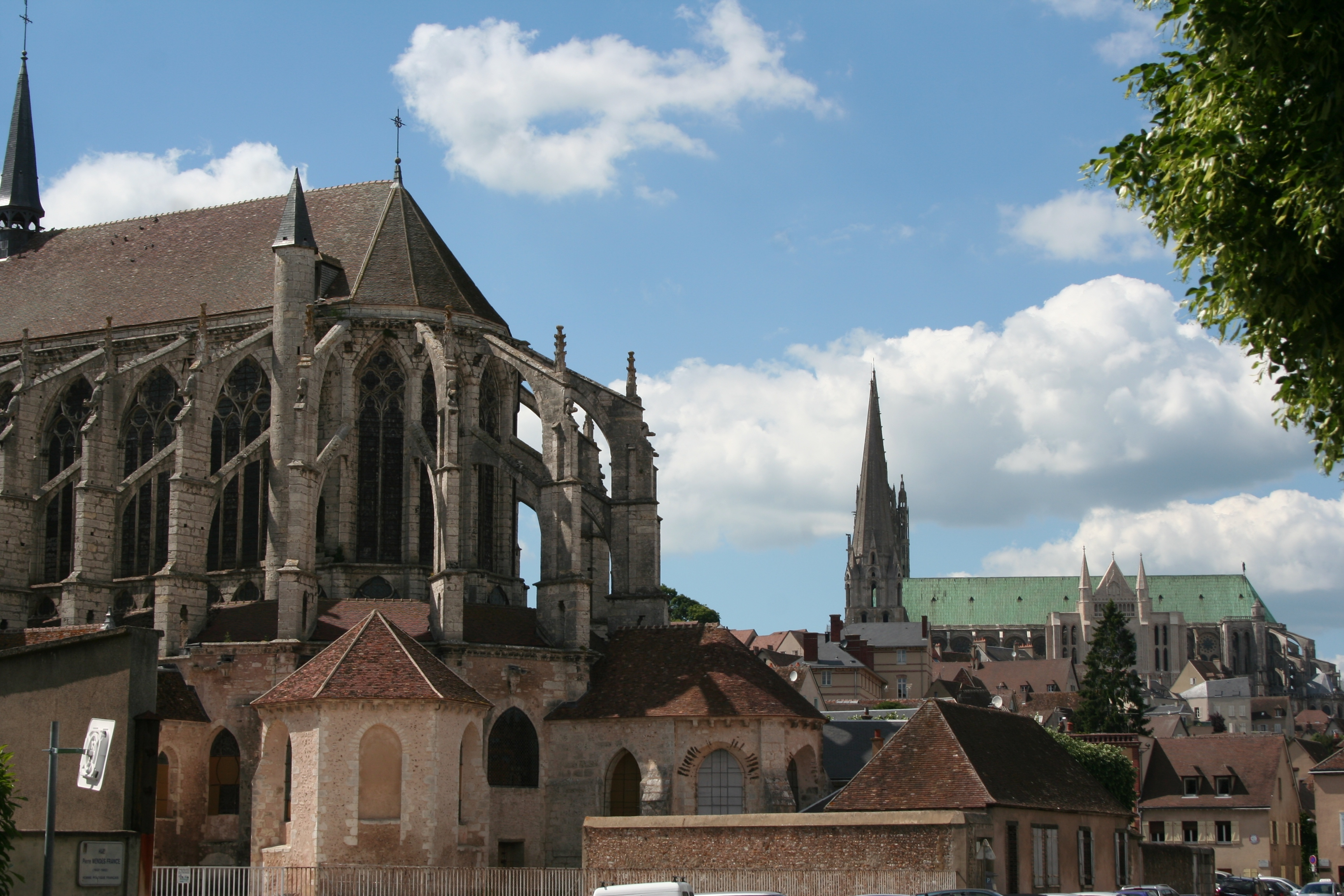
Chorumgang, von der Rue de l'Âne-Rez aus gesehen. Im Hintergrund die Kathedrale Notre-Dame

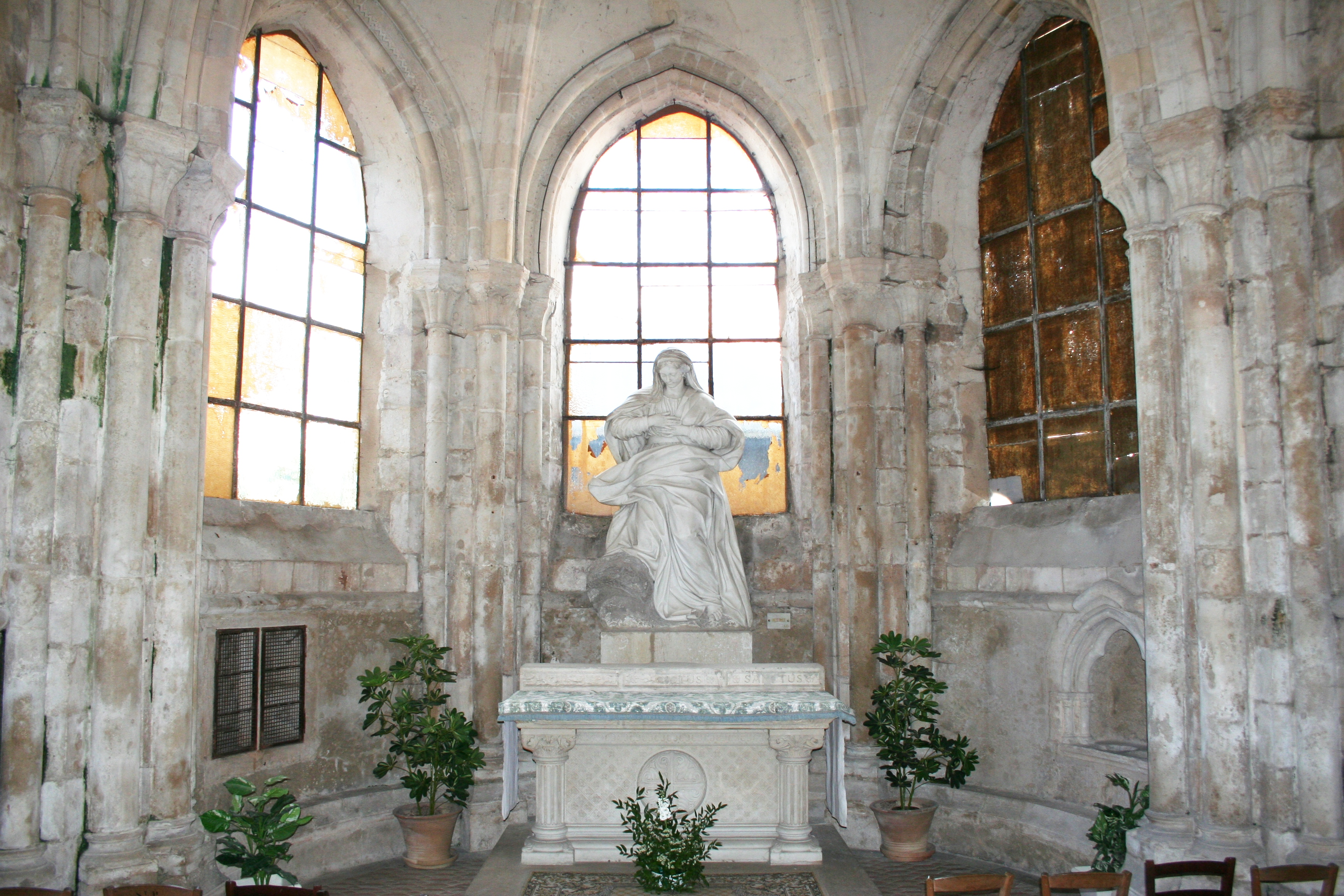
Axialkapelle des Chorumgangs mit einer Skulptur der Jungfrau Maria von Charles Antoine Bridan

Königin Bathilde verdankt man im 7. Jahrhundert wahrscheinlich nicht die Gründung der älteren Abtei Saint-Père, sondern eine Steigerung der Einkünfte dieser Abtei. Die Abtei wurde 858 und erneut 911 von den Normannen zerstört und um 930 vom Bischof von Chartres, Aganon, der dort beigesetzt wurde, vollständig wiederaufgebaut.
Bei den Bränden von 1077 und 1134 wurde sie fast vollständig zerstört, mit Ausnahme des Westturms, der wie ein Bergfried gebaut worden war. Die Schäden waren so groß, dass Abt Foucher beschloss, die Kirche unter Beibehaltung des Turms, der von den Bränden verschont geblieben war, vollständig neu aufzubauen.
Passenderweise wurde 1165 das Grab des Heiligen Gilduin entdeckt, der 1077 auf einer Pilgerreise zur Abtei Saint-Père gestorben und im Chor der Abteikirche beigesetzt worden war. Dies führte zu einem Zustrom von Pilgern und Spenden, so dass die Arbeiten am Chor fortgesetzt werden konnten, dessen Glasmalereien um 1190 eingesetzt wurden. Der Rest des Wiederaufbaus erfolgte im Laufe des 13. Jahrhunderts unter weniger günstigen finanziellen Bedingungen. So verzichtete man beispielsweise auf den Abriss des ursprünglichen Turms. Das Bauwerk wurde um 1320 fertiggestellt und ist eine langgestreckte dreischiffige Basilika mit Chorumgang und Kapellen, die besonders durch ihre doppelten Strebebögen am Außenbau gekennzeichnet ist.
Die Gebäude der Abtei entwickelten sich mit den Stilen und den Wechselfällen der Geschichte. Der Nordflügel des Kreuzgangs wurde im 13. Jahrhundert wiederaufgebaut, der gesamte Kreuzgang 1408, das Dormitorium (das bei dem Brand von 1584 verschwand) wurde 1609 wiederaufgebaut und fertiggestellt, und alle Gebäude wurden zwischen 1700 und 1709 renoviert.
Die Revolution führte zum Abriss des Kreuzgangs und zur Nutzung der Kirche, die zu einem Großteil ihres Mobiliars beraubt worden war, als Salpeterfabrik. Die restlichen Gebäude wurden als Kavalleriekaserne (Rapp-Kaserne) genutzt, bevor sie dem Lycée Marceau, dem Museum und einem Militärkrankenhaus zugewiesen wurden.

## Die Pfarrkirche Saint-Pierre de Chartres
Im Jahr 1803, als der Gottesdienst in Frankreich wieder eingeführt wurde, wurde eine Pfarrei gegründet. Die Kirche erhielt daraufhin den Namen Saint-Pierre. Fünf der zwölf emaillierten Aposteltafeln (1547), die die Marienkapelle von Saint-Pierre de Chartres schmückten, befinden sich heute im Musée des Beaux-Arts de Chartres (Museum der Schönen Künste von Chartres).
Als die Dekoration der Achsenkapelle, die Kapelle Notre-Dame oder der Jungfrau Maria, im 19. Jahrhundert erneuert wurde, umfasste diese Kapelle jeweils zwei Glasfenster auf beiden Seiten des zentralen Fensters und die zwölf kostbaren, mit Email bemalten Aposteltafeln, die 1545 von Franz I. für die Kapelle Saint-Saturnin im Schloss Fontainebleau in Auftrag gegeben und 1547 in Limoges von Léonard Limosin, dem Emailleur des Königs, nach Farbkartons von Michel Rochetel ausgeführt wurden. Sie waren ein Geschenk von Heinrich II. an Diane de Poitiers für die Kapelle des Schlosses von Anet, wo sie bis zur Revolution blieben. Seit 1802 befanden sie sich in der Achsenkapelle von Saint-Pierre. Keines dieser Werke befindet sich mehr an seinem Platz.

## Ausstattung
In der Achsenkapelle der Kirche befindet sich eine Statue der Madonna, die von Charles Antoine Bridan im 18. Jahrhundert geschaffen wurde.
Die Orgel ist ein Werk von Antoine Tronchet aus dem Jahr 1912 mit 27 Registern auf zwei Manualen und Pedal. In der Kirche finden regelmäßig Konzerte anlässlich des Orgelfestivals Grand Prix de Chartres statt.
Die Abteigebäude südlich der Kirche wurden im 18. Jahrhundert wiederaufgebaut und sind heute Teil des Lycée Marceau.

## Glasmalereien
Die Kirche Saint-Pierre verfügt unter anderem über 46 Fenster mit Glasmalereien, die als historische Kunstwerke unter Denkmalschutz stehen:
- das Ensemble der Obergadenfenster, bestehend aus den Untergruppen:[6]
  - Bahnen 200 bis 205, Glasmalereien, datiert um 1295, 1300, 1305;[7]
  - Bahnen 207 bis 228, Glasfenster aus dem 13. Jahrhundert und dem ersten Viertel des 14. Jahrhunderts, die im 19. und 20. Jahrhundert restauriert wurden;[8][9]
- Bahnen 100 bis 116, Glasfenster, datiert 1260, 1270 und 1300, restauriert im 20. Jahrhundert;[10][11]
- die Bahn 008, die im 20. Jahrhundert mit zwei Wappenschilden aus dem 16. Jahrhundert gefüllt wurde.[12]

Glasmalereien der Kirche Saint-Pierre
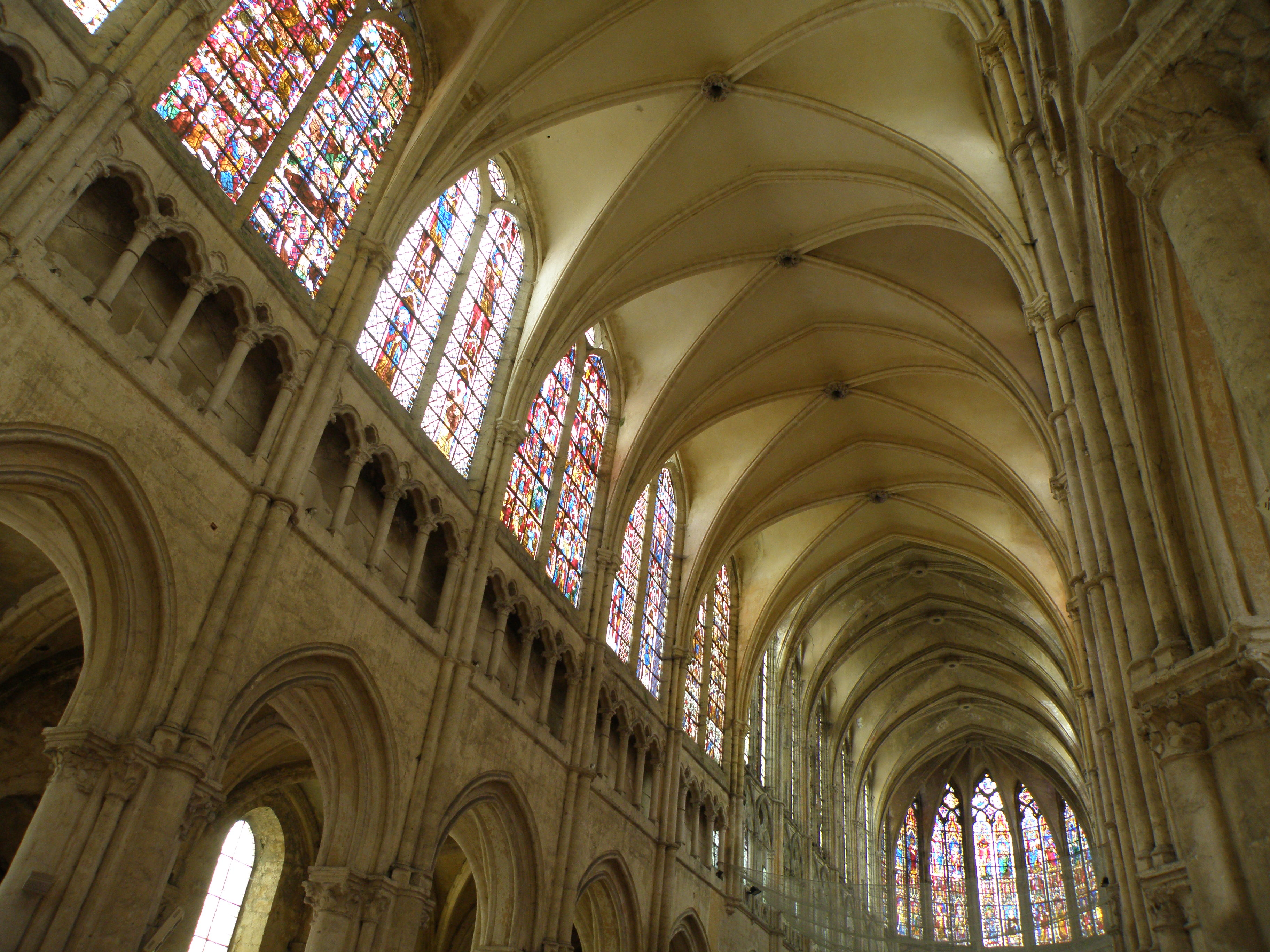
Nördlicher Obergaden
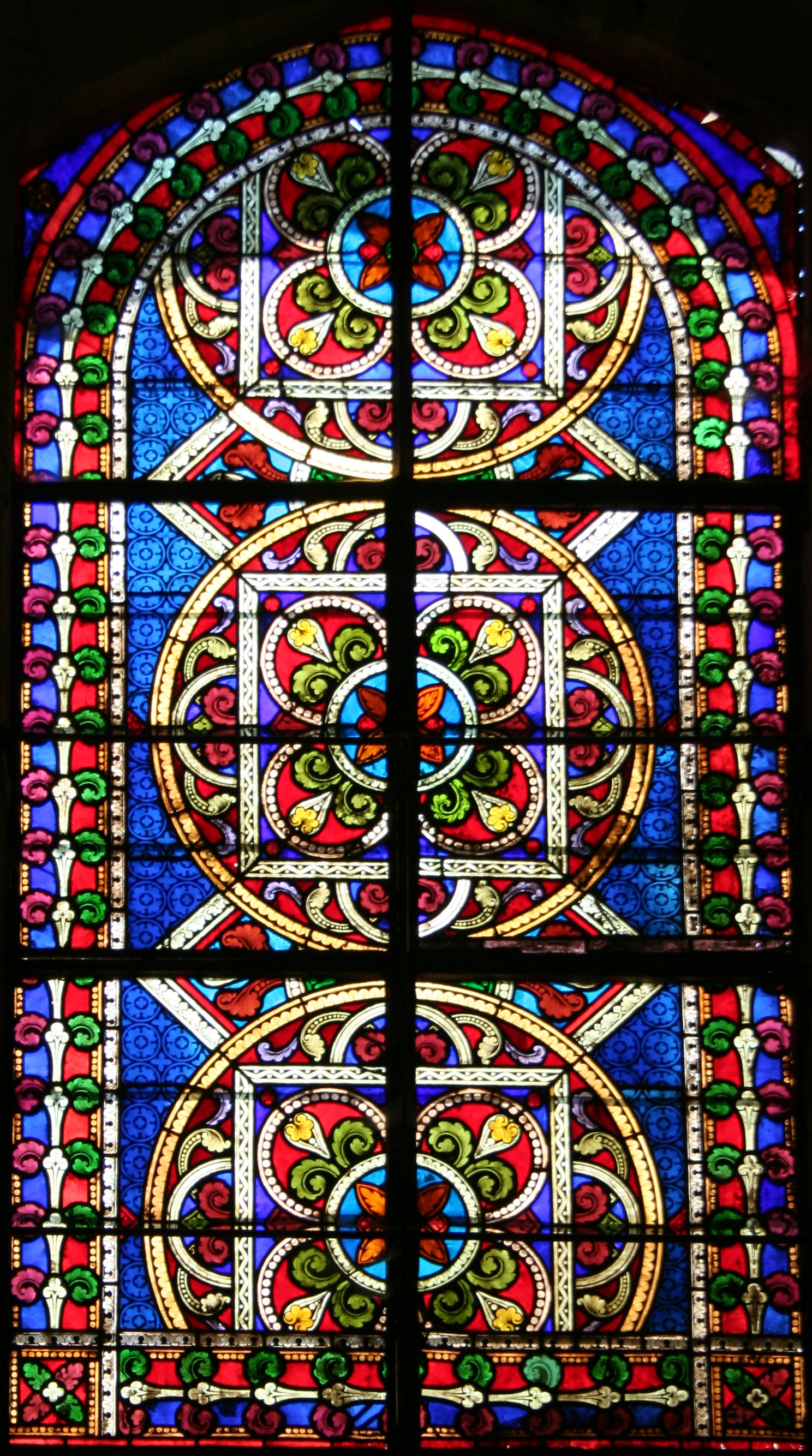
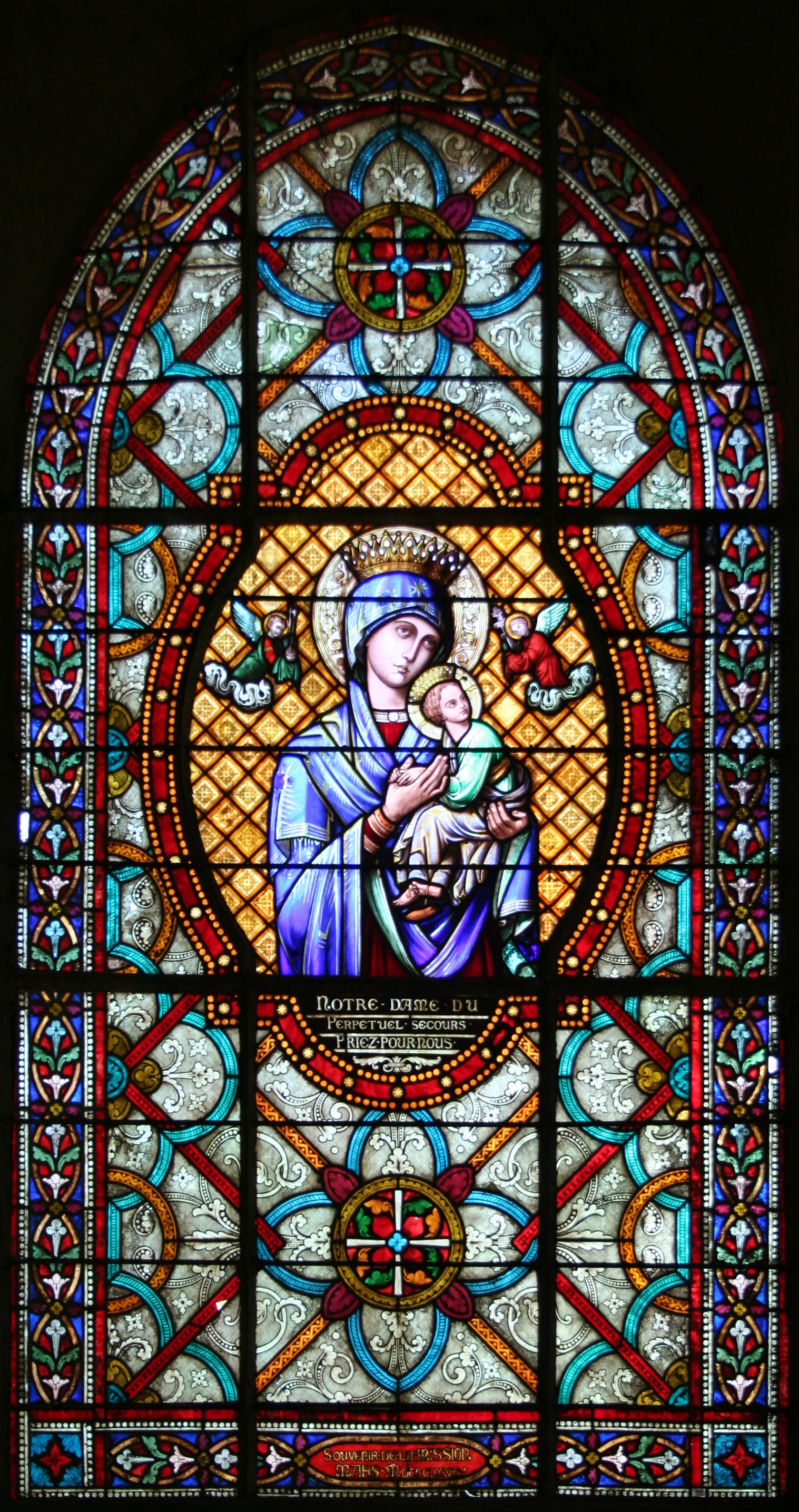
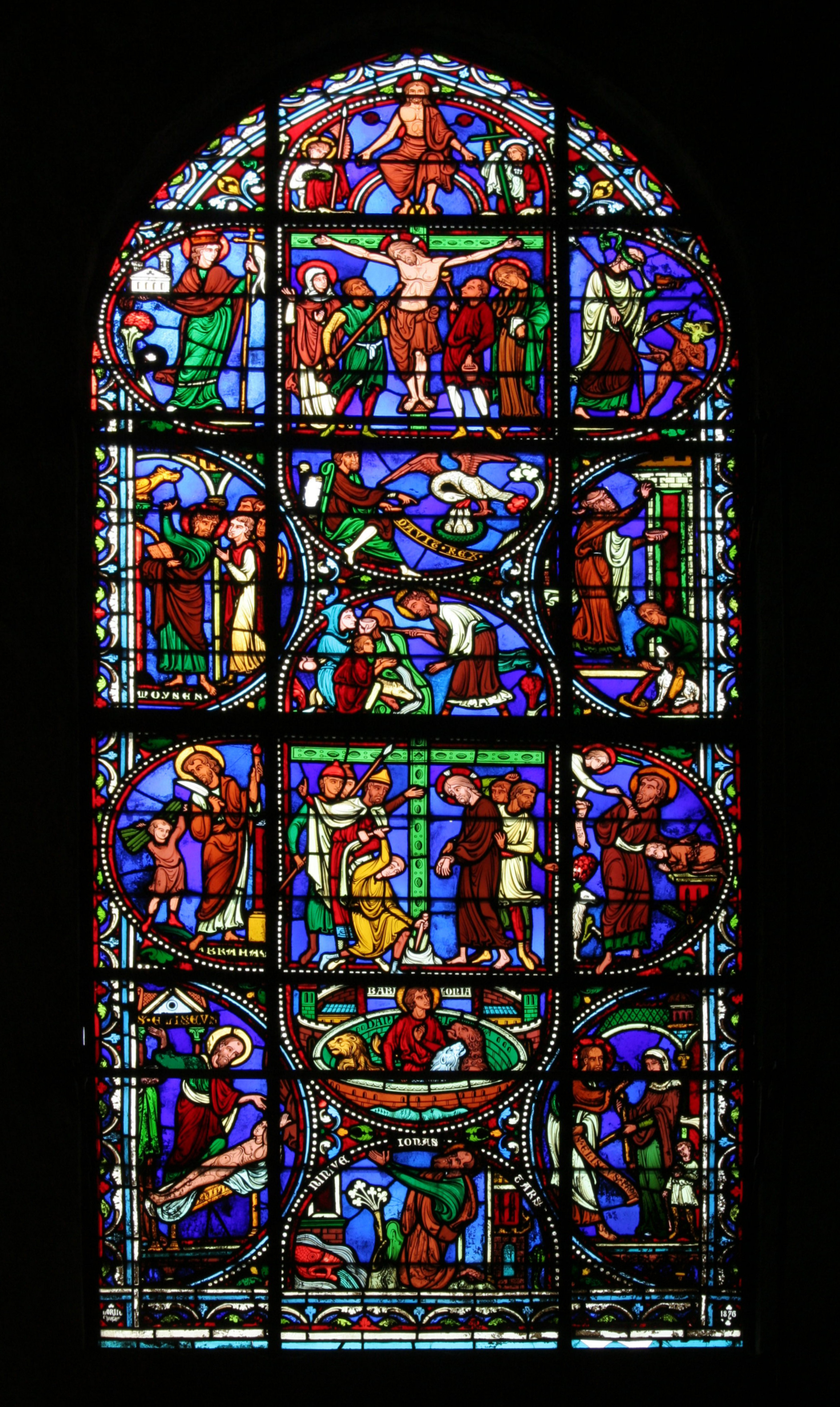
Signiert Lorin, 1876.
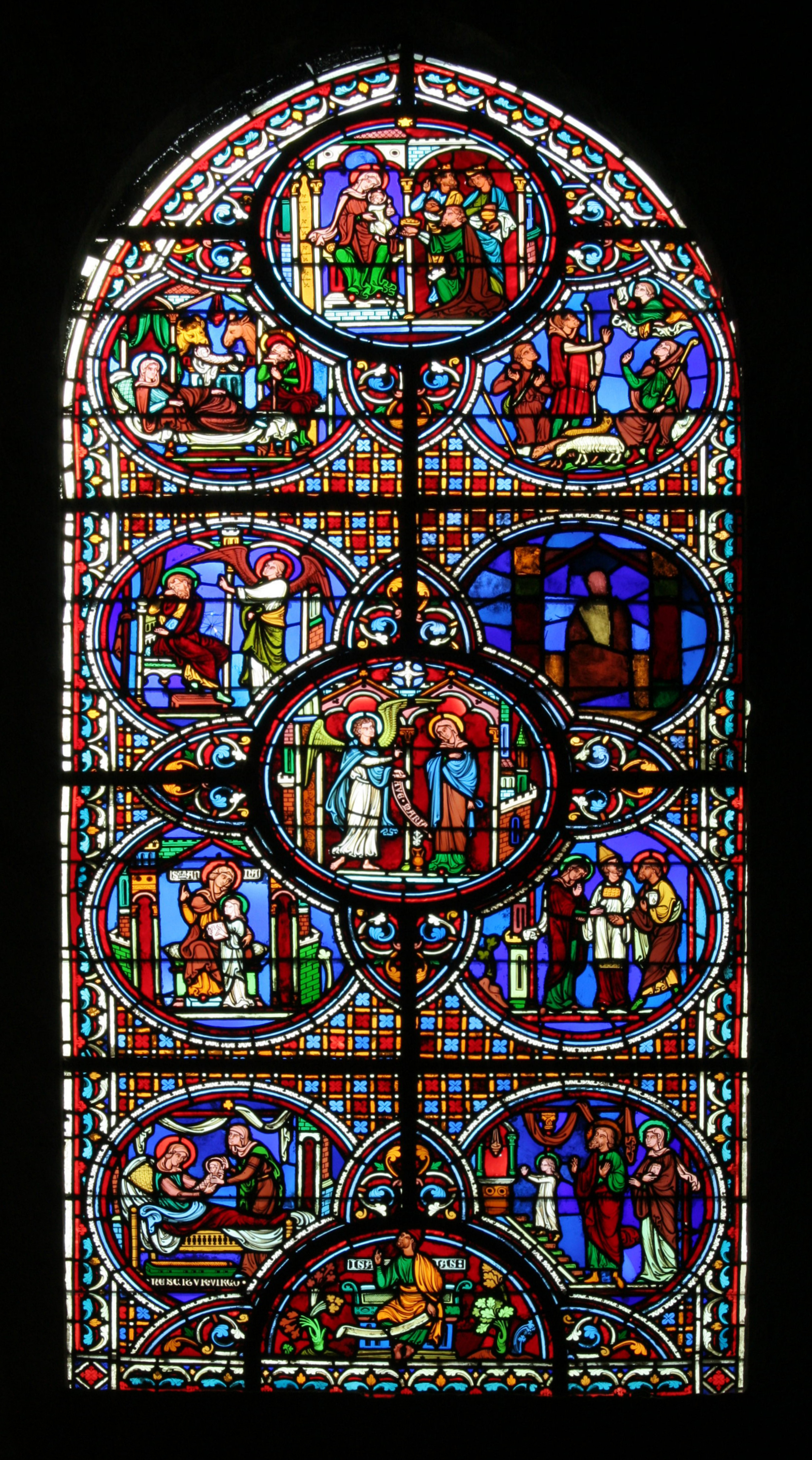
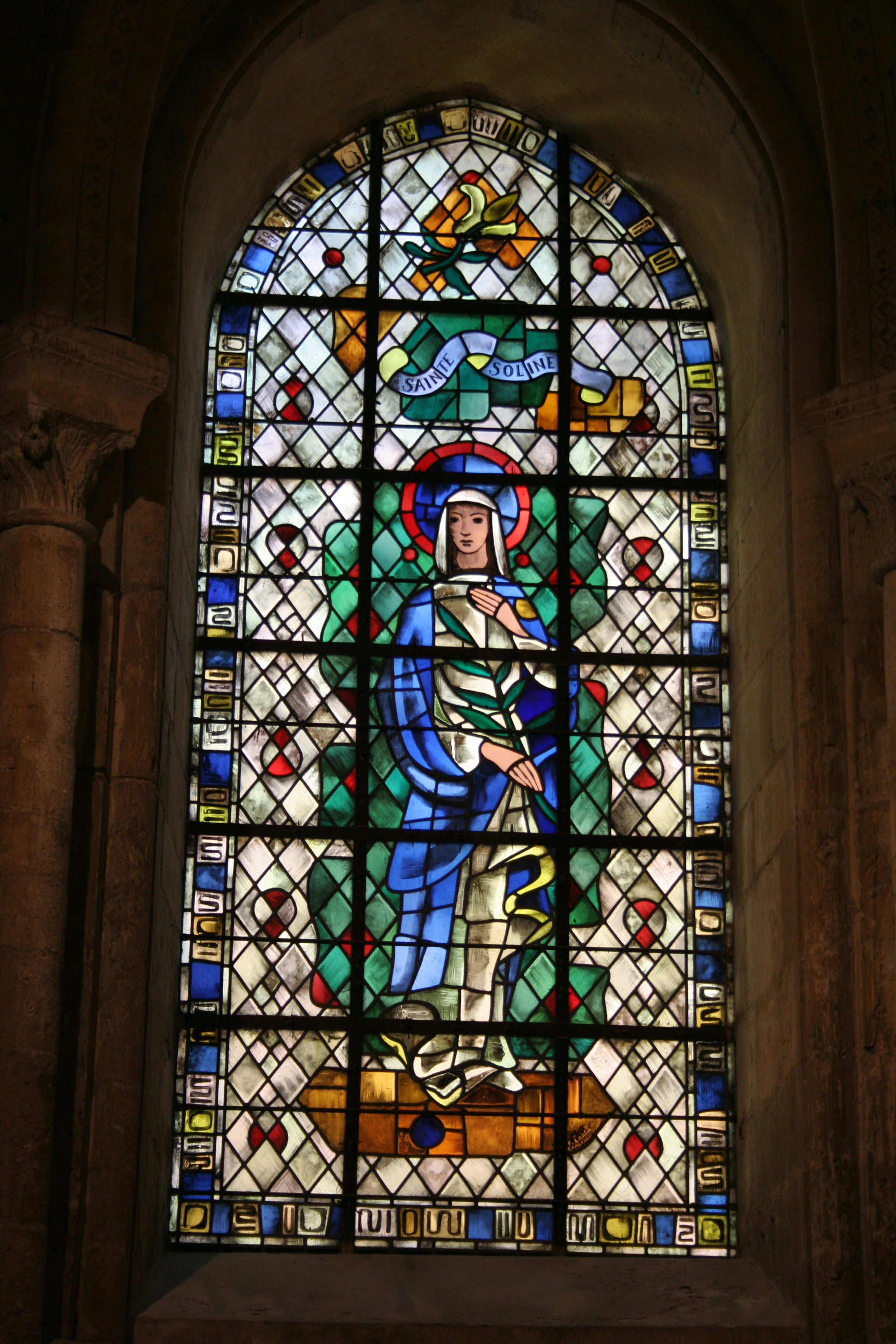
Heilige Solange.
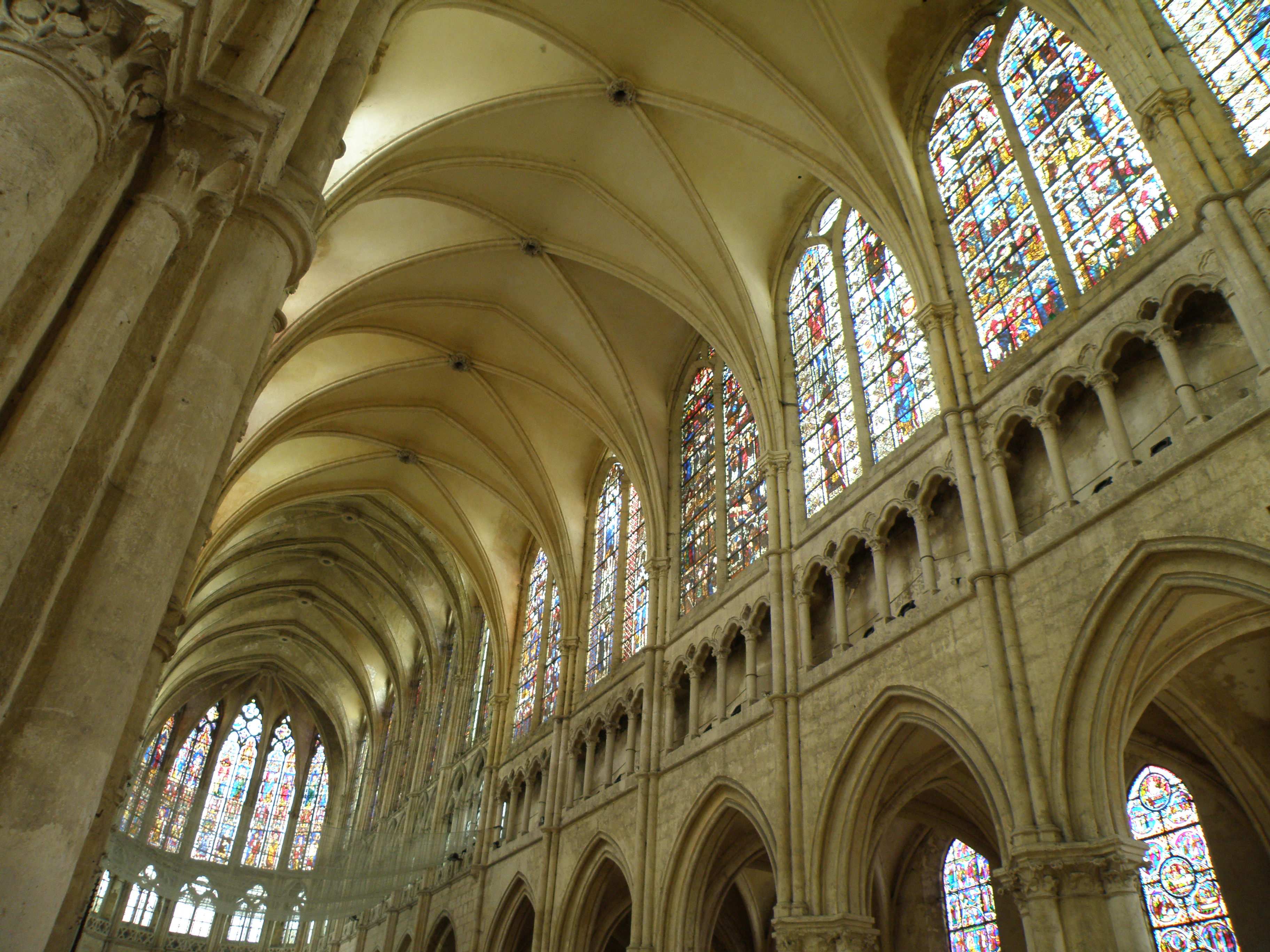
Südobergaden

## Pfarrei und Dekanat
Die Kirche Saint-Pierre gehört zur Pfarrei Notre-Dame der Stadt Chartres, die dem Dekanat Chartres angegliedert ist.